# Hemiphractus
Hemiphractus is een geslacht van kikkers uit de familie Hemiphractidae. De soort werd voor het eerst wetenschappelijk beschreven door Johann Georg Wagler in 1828. Later werd de wetenschappelijke naam Cerathyla gebruikt. De groep behoorde eerder tot de niet meer erkende familie Amphignathodontidae en nog langer geleden tot de familie Leptodactylidae. In de literatuur wordt het geslacht daardoor tot andere families gerekend.
Alle soorten hebben hoorn-achtige uitsteeksels boven de ogen, en grote, driehoekige huidvergroeiingen aan de kop. Deze dienen in combinatie met de nerf-achtige huidplooien ter camouflage en doen de kikker denken aan een blad, en zien er soms spectaculair uit. In andere talen worden de soorten hierdoor ook wel gehoornde boomkikkers genoemd.

## Soorten
- Hemiphractus bubalus
- Hemiphractus elioti
- Hemiphractus fasciatus
- Hemiphractus helioi
- Hemiphractus johnsoni
- Hemiphractus kaylockae
- Hemiphractus panamensis
- Hemiphractus proboscideus
- Hemiphractus scutatus